# デフレクター盤
航行用デフレクター（英: navigational deflector dish）とは、SFドラマ『スタートレック』シリーズに登場する宇宙艦に設置されるパラボラアンテナ型の機関である。例外もあるが、多くは宇宙艦の第2船体艦首に設置された円形または楕円形の発光部分を指す。宇宙戦艦ヤマトの波動砲の砲口のようにも見えるが、武器ではなく艦を守るための機構である。
日本語版では単に「デフレクター」、「ナビゲーションデフレクター」、「メインデフレクター」などとも呼ばれる。また劇中では主にディフレクターと呼ばれ、デフレクターはスタートレック関連書籍に見られる記述である。

## 概要

### 航行用デフレクター
スタートレックの宇宙艦はワープドライブにより光速の数百倍の速度で移動する。この際に脅威となるのが、宇宙艦の前方から相対的に光速の数百倍の速度で飛び込んでくる宇宙塵（デブリ）で、このデブリがたとえ分子ひとつであっても、船体に深刻な損害を与えてしまう。
その危険性から艦を守るため、デフレクター盤は重力子ビームを放って艦の前方数千kmのデブリを一掃し、ワープに適したクリアな航路を確保する。デフレクター盤の機能が停止した場合、通常速度で星雲の中に入ることさえ危険である（『スタートレック:ヴォイジャー(VOY)』77話「時空侵略戦争 後編」）。
このように宇宙艦が超光速航行するためにはワープエンジンとデフレクター盤の2つが必要なのであるが（VOY136話「遺棄されたボーグ」）、連邦宇宙艦にはミランダ級やコンステレーション級などデフレクター盤がない艦も見られる。これらの艦はトラクタービーム・エミッタをデフレクター盤の代わりに利用している。またデフレクター盤の能力を超える巨大なデブリ排斥には光子魚雷などの武器が用いられる。
なおデフレクター盤には反陽子が充填されているため、フェイザー攻撃など強い衝撃で破損するようなことがあれば、艦全体に深刻な損害を被る危険性もあり、宇宙艦の弱点のひとつともいえる（劇場版8作「ファーストコンタクト」）。

#### 長距離センサーとして
デフレクター盤はその特性を活かし、艦の長距離センサーを兼ねる。長距離科学艦のイントレピッド級や短距離科学艦のノヴァ級はデフレクター盤がメインと補助の２基を備え、数光年先の生命反応を拾えるほど長距離センサー能力が高い（VOY169話「帰り行く処」）。特にイントレピッド級のデフレクター盤は船体に対して大型かつ素粒子エミッタが3基あり、連邦最高の科学艦としての能力を端的に表している。

#### 指向性ビーム発射装置として
デフレクター盤は長距離亜空間通信機やタキオンビームなどの特定の指向性ビーム発射装置として容易に改造することができる。
『新スタートレック(TNG)』75話「浮遊機械都市ボーグ　後編」ではデフレクター盤を改造し、ボーグキューブの弱点周波数の大出力ビーム攻撃を行った。同じくTNG最終話「永遠への旅」では正体不明の空間亀裂の内部を調査すべく、デフレクター盤を改造して逆タキオンパルスを放射し亀裂内のスキャンを行った。劇場版第7作「ジェネレーションズ」ではU.S.S.エンタープライズBが巻き込まれた謎のエネルギーリボンから脱出すべく、改造したデフレクター盤から光子魚雷の爆発を模したビームを放ち、エネルギーリボンを断ち切った。劇場版第8作「ファーストコンタクト」ではボーグ集合体がU.S.S.エンタープライズEのデフレクター盤をインタープレクシングビーコンに改造し、数万光年彼方のボーグ本拠地に連絡を取ろうとした。なお「ファーストコンタクト」では初のデフレクター盤の上での白兵戦シーンが登場し、実寸大のセットが組まれた。

#### 量子スリップストリームドライブの推進機関として
『スタートレック:ヴォイジャー』94話「裏切られたメッセージ」に登場した偽の連邦艦U.S.S.ドーントレスは、量子スリップストリームトライブというトランスワープ技術を持っていた。この艦はワープコアで作られたパワーがワープコイルではなくデフレクター盤に直結しており、艦の前方に亜空間の激流を作り出して光速の数十～数百万倍の速度を実現する。この技術はU.S.S.ヴォイジャーにも転用されるが、安全性に問題があり実用化には至らなかった。

### シールドグリッド
船体外壁の各所には小型のデフレクター盤「シールドエミッタ」がグリッド状に張り巡らされた「シールドグリッド」が設置されており、不可視のバリアシールドである「デフレクターシールド（防御シールド）」を生成する。防御シールドは重力子の壁であり、イオンストームの衝撃波などの自然災害、敵艦からの攻撃、転送による異星人の侵入などの危険から艦を守る。
防御シールドは23世紀には船体強度を高めるための単純な重力子壁であったが、24世紀には「マルチフェイズシールド」となり、より強固に船体を保護できるようになる。さらに恒星にも飛びこめるほど耐熱性を高めた「超フェイズシールド」、時空侵略攻撃に対抗する「時空シールド」など種々の改造で多様なシールドを張ることができるようになった。
なおスタートレックの宇宙艦における防御機構は「防御シールド」と「航行用デフレクター」に分けられている表現が多い（例:小説『宇宙大作戦－スタートレック』）。これはデフレクターが航行中における隕石や微粒子との衝突を防ぐものに対し、防御シールドは武器攻撃や転送侵入を防ぐことが目的となっているからである。つまり防御シールドを作動させていることはいつでも交戦状態に入ることを想定していると解釈され、逆にシールドを解除していることにより攻撃する意思はないことを示すことになる。このようなシーンはしばしば見られる。
シールドを『宇宙大作戦』では「電磁スクリーン」、『新スタートレック』では「防御スクリーン」、『スタートレック:ヴォイジャー』では「シールド」となる。